# Gods of Voodoo Moon
Gods of Voodoo Moon – pierwszy minialbum amerykańskiej grupy metalowej White Zombie, wydany w 1985 roku.

## Lista utworów
1. „King of Souls” – 2:13
2. „Gentleman Junkie” – 2:19
3. „Tales From the Scarecrow Man” – 3:17
4. „Cat's Eye Resurrection” – 1:40

## Lista utworów na kasecie
1. „King of Souls” – 2:13
2. „Gentleman Junkie” – 2:19
3. „Tales From the Scarecrow Man” – 3:17
4. „Cat's Eye Resurrection” – 1:40
5. „Black Friday” – 3:09
6. „Dead or Alive” – 1:49

## Twórcy
- Gary Dorfman – inżynier
- Ena Kostabi – gitara
- Peter Landau – perkusja
- Rob Straker – wokal, teksty, wkładka artystyczna, tylna okładka
- Sean Yseult – bas, okładka